# David Bowie/Auszeichnungen für Musikverkäufe

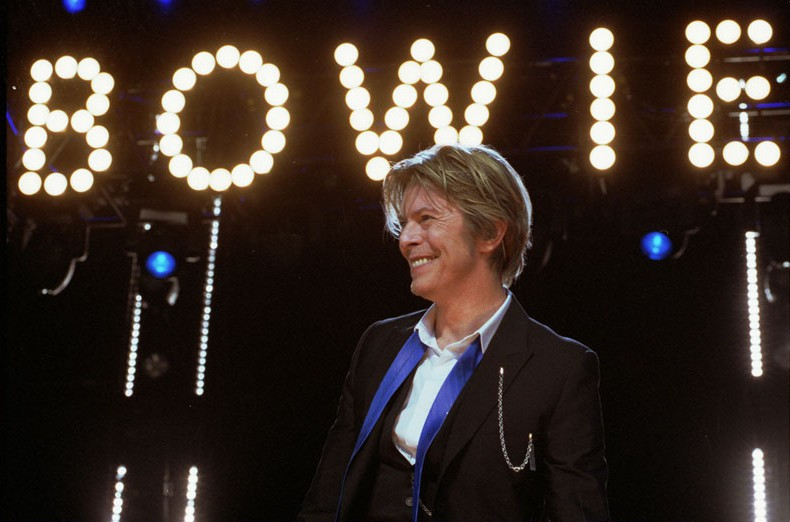
David Bowie (2002)

Dies ist eine Übersicht über die Auszeichnungen für Musikverkäufe des britischen Rock-Sängers David Bowie. Die Auszeichnungen finden sich nach ihrer Art (Gold, Platin usw.), nach Staaten getrennt in chronologischer Reihenfolge, geordnet sowie nach den Tonträgern selbst, ebenfalls in chronologischer Reihenfolge, getrennt nach Medium (Alben, Singles usw.), wieder.

## Auszeichnungen
| - Vereinigtes Königreich - 1973: für die Single Sorrow - 1973: für die Single The Laughing Gnome - 1980: für die Single Fashion - 1982: für die Single Peace on Earth/Little Drummer Boy - 1983: für die Single China Girl - 1986: für die Single Absolute Beginners - 1990: für das Album David Bowie: The Collection - 1995: für das Album Outside – The Nathan Adler Diaries: A Hyper Cycle - 2013: für das Album Earthling - 2013: für das Album Let’s Dance (Remastered) - 2020: für das Lied Ziggy Stardust - 2021: für die Single Sound and Vision - 2022: für die Single All The Young Dudes - 2022: für die Single The Jean Genie - 2022: für die Single The Man Who Sold the World - 2023: für die Single Young Americans - 2023: für die Single Golden Years - 2024: für das Lied Oh You Pretty Things - Australien - 1974: für das Album Pinups - 1982: für das Album ChangesTwoBowie - 1982: für das Album The Very Best of David Bowie - 2016: für das Album The Next Day - Belgien - 2016: für das Album Nothing Has Changed (The Very Best of David Bowie) - Brasilien - 2024: für die Single Under Pressure - Dänemark - 2020: für die Single Heroes - 2020: für die Single Life on Mars? - 2023: für das Album The Rise and Fall of Ziggy Stardust and the Spiders from Mars - 2025: für das Album Hunky Dory - 2025: für die Single Space Oddity - Deutschland - 1990: für die Autorenbeteiligung Ice Ice Baby (Vanilla Ice) - 1993: für das Album ChangesBowie - 2004: für das Videoalbum Best Of Bowie - 2013: für das Album The Next Day - 2022: für das Album A Reality Tour - 2023: für die Autorenbeteiligung Heroes (We Could Be) (Alesso) - Finnland - 1983: für das Album Let’s Dance - 2003: für das Album Best Of Bowie - 2013: für das Album The Next Day - Frankreich - 1980: für das Album Scary Monsters And Super Creeps - 1981: für das Album Aladdin Sane - 1983: für die Single Let’s Dance - 1985: für das Album Tonight - 1987: für das Album Never Let Me Down - 1999: für das Album Hours … - 2002: für das Album Heathen - 2003: für das Album Reality - 2003: für das Album A Reality Tour - 2004: für das Videoalbum A Reality Tour - Irland - 2013: für das Album The Next Day - Italien - 2013: für das Album The Next Day - 2016: für das Album Nothing Has Changed - 2016: für die Single Heroes - 2018: für die Single Rebel Rebel - 2019: für die Single Let’s Dance - 2020: für das Album The Platinum Collection - 2021: für das Album Legacy - 2023: für das Album Hunky Dory - Japan - 1984: für das Album Tonight - 1997: für das Album Black Tie White Noise - 1999: für das Album Earthling - Kanada - 1976: für die Single Fame - 1976: für das Album Young Americans - 1976: für das Album Station to Station - 1977: für das Album Low - 1978: für das Album Heroes - 1983: für die Single China Girl - 1983: für die Single Modern Love - 1984: für die Single Blue Jean - 1990: für das Album ChangesBowie - 1990: für die Autorenbeteiligung Ice Ice Baby (Vanilla Ice) - 1993: für das Album Black Tie White Noise - 1997: für das Album Singles 1969-1993 - 2013: für das Album The Next Day - 2015: für die Autorenbeteiligung Heroes (We Could Be) (Alesso) - 2024: für das Album The Rise and Fall of Ziggy Stardust and the Spiders from Mars - Neuseeland - 1979: für das Album Stage - 1979: für das Album ChangesOneBowie - 1982: für die Single Cat People (Putting Out Fire) - 1982: für das Album ChangesTwoBowie - 1983: für das Album The Very Best of David Bowie - 1985: für das Album Tonight - 1985: für die Single Dancing in the Street - 1997: für das Album The Best of David Bowie 1969/1974 - 2004: für das Album Reality - 2014: für die Autorenbeteiligung Heroes (We Could Be) (Alesso) - 2016: für das Album The Next Day - 2021: für das Lied Ziggy Stardust - 2021: für die Single China Girl - 2021: für die Single Young Americans - 2022: für die Single Golden Years - 2022: für die Single Moonage Daydream - 2023: für die Single Ashes to Ashes - 2024: für das Album Hunky Dory - 2024: für die Single Sound and Vision - 2025: für das Album Heroes - Niederlande - 1979: für das Album Lodger - 1989: für die Single Tonight - 1990: für das Album ChangesBowie - Österreich - 1987: für das Album Let’s Dance - 1991: für die Autorenbeteiligung Ice Ice Baby (Vanilla Ice) - 1992: für das Album ChangesBowie - 2013: für das Album The Next Day - Polen - 2013: für das Album The Next Day - Portugal - 2018: für das Album Blackstar (★) - 2022: für die Autorenbeteiligung Heroes (We Could Be) (Alesso) - Schweden - 1974: für das Album Diamond Dogs - 1985: für die Single Dancing in the Street - 1991: für die Autorenbeteiligung Ice Ice Baby (Vanilla Ice) - 2013: für das Album The Next Day - 2016: für das Album Blackstar (★) - Schweiz - 2013: für das Album The Next Day - Spanien - 1983: für das Album Let’s Dance - 1985: für das Album Tonight - 1990: für das Album ChangesBowie - 2016: für das Album Blackstar (★) - 2016: für das Album Heathen - 2016: für das Album The Next Day - 2016: für das Videoalbum A Reality Tour - 2024: für die Single Let’s Dance - 2024: für die Single Life on Mars? - 2024: für die Single Rebel Rebel - 2024: für die Single Space Oddity - Vereinigte Staaten - 1974: für das Album The Rise and Fall of Ziggy Stardust and the Spiders from Mars - 1974: für das Album Diamond Dogs - 1974: für das Album David Live - 1975: für die Single Fame - 1975: für das Album Young Americans - 1976: für das Album Station to Station - 1983: für die Single Let’s Dance - 1983: für das Album Aladdin Sane - 1984: für die Single Do They Know It’s Christmas? - 1987: für das Album Never Let Me Down - 1995: für das Album Sound + Vision - 2005: für die Autorenbeteiligung Ice Ice Baby (Vanilla Ice) - 2017: für das Album Blackstar (★) - Vereinigtes Königreich - 1973: für das Album Pinups - 1978: für das Album Stage - 1979: für das Album Lodger - 1982: für das Album ChangesTwoBowie - 1983: für die Single Let’s Dance (Physisch) - 1984: für das Album Tonight - 1985: für die Single Dancing in the Street - 1987: für das Album Never Let Me Down - 1993: für das Album Black Tie White Noise - 2002: für das Album Heathen - 2003: für das Album Reality - 2013: für das Album Diamond Dogs - 2013: für das Album Heroes - 2013: für das Album Low - 2013: für das Videoalbum Ziggy Stardust And The Spiders From Mars - 2013: für das Album The Best of David Bowie 1974/1979 - 2013: für das Album The Platinum Collection - 2013: für das Album Station to Station - 2016: für das Album Nothing Has Changed (The Very Best of David Bowie) - 2016: für das Album Bowie at the Beeb - 2016: für das Album The Man Who Sold the World - 2016: für das Album David Bowie (Space Oddity) - 2016: für das Album Young Americans - 2023: für das Videoalbum Moonage Daydream - 2023: für die Single Modern Love - 2024: für das Album Hours … - 2024: für die Single Moonage Daydream - 2025: für die Single Ashes to Ashes | - Frankreich - 1994: für das Album The Singles Collection - Argentinien - 2003: für das Videoalbum Best Of Bowie - Australien - 1990: für das Album ChangesBowie - 1991: für die Autorenbeteiligung Ice Ice Baby (Vanilla Ice) - 2014: für die Autorenbeteiligung Heroes (We Could Be) (Alesso) - 2016: für das Album Blackstar (★) - 2016: für das Album Let’s Dance - 2016: für das Album Scary Monsters (And Super Creeps) - 2016: für das Album Nothing Has Changed (The Very Best of David Bowie) - Belgien - 2016: für das Album Blackstar (★) - Dänemark - 2015: für die Autorenbeteiligung Heroes (We Could Be) (Alesso) - 2017: für das Album Blackstar (★) - 2022: für die Single Under Pressure - Deutschland - 2016: für das Videoalbum A Reality Tour - 2023: für das Album Blackstar (★) - Frankreich - 1983: für das Album Let’s Dance - 1990: für das Album ChangesBowie - 2013: für das Album The Next Day - 2016: für das Album Blackstar (★) - 2025: für das Album Legacy - Italien - 2015: für die Autorenbeteiligung Heroes (We Could Be) (Alesso) - 2016: für das Album Best Of Bowie - 2016: für das Album Blackstar (★) - 2021: für die Single Starman - 2021: für die Single Space Oddity - 2022: für das Album The Rise and Fall of Ziggy Stardust and the Spiders from Mars - 2024: für die Single Life on Mars? - Kanada - 1981: für das Album Scary Monsters (And Super Creeps) - 1983: für die Single Let’s Dance - 1985: für die Single Do They Know It’s Christmas? - 1987: für das Album Never Let Me Down - 2016: für das Album Blackstar (★) - Neuseeland - 1985: für die Single Do They Know It’s Christmas? - 2004: für das Videoalbum A Reality Tour - 2016: für das Album The Best of David Bowie 1974/1979 - 2016: für das Album Nothing Has Changed (The Very Best of David Bowie) - 2019: für das Album Blackstar (★) - 2020: für die Single Space Oddity - 2021: für die Single Rebel Rebel - 2021: für die Single Starman - 2021: für die Single Life on Mars? - 2023: für die Single Changes - 2024: für die Single Modern Love - Niederlande - 1984: für das Album Let’s Dance - 1991: für die Autorenbeteiligung Ice Ice Baby (Vanilla Ice) - 1998: für das Album The Singles Collection - 2016: für das Album The Next Day - 2016: für das Album Blackstar (★) - Österreich - 2016: für das Album Blackstar (★) - Polen - 2018: für das Album Blackstar (★) - Schweiz - 2018: für das Album Blackstar (★) - Spanien - 2006: für das Videoalbum Best Of Bowie - 2015: für die Autorenbeteiligung Heroes (We Could Be) (Alesso) - 2024: für die Single Starman - 2024: für die Single Heroes - Vereinigte Staaten - 1981: für das Album ChangesOneBowie - 1983: für das Album Let’s Dance - 1984: für das Album Tonight - 1990: für die Autorenbeteiligung Ice Ice Baby (Vanilla Ice) - 1991: für das Album ChangesBowie - 2003: für das Videoalbum Best Of Bowie - 2005: für das Videoalbum A Reality Tour - 2006: für das Album Best Of Bowie - 2014: für die Autorenbeteiligung Heroes (We Could Be) (Alesso) - Vereinigtes Königreich - 1981: für das Album Scary Monsters (And Super Creeps) - 1981: für das Album The Very Best of David Bowie - 1982: für das Album Hunky Dory - 1982: für das Album The Rise and Fall of Ziggy Stardust and the Spiders from Mars (RCA Records) - 1983: für das Album Let’s Dance - 1985: für die Single Do They Know It’s Christmas? - 1990: für das Album Sound + Vision - 1991: für die Autorenbeteiligung Ice Ice Baby (Vanilla Ice) - 1994: für das Album The Ultimate Singles Collection - 2013: für das Album The Best of David Bowie 1969/1974 - 2013: für das Album The Singles Collection - 2016: für das Videoalbum A Reality Tour - 2016: für das Album Blackstar (★) - 2016: für das Album The Next Day - 2017: für die Autorenbeteiligung Heroes (We Could Be) (Alesso) - 2019: für das Album Aladdin Sane - 2020: für die Single Life on Mars? - 2021: für die Single Space Oddity - 2023: für die Single Rebel Rebel - 2025: für die Single Changes | - Australien - 2004: für das Videoalbum Best Of Bowie - 2009: für das Album Best Of Bowie - Europa - 2011: für das Album Best Of Bowie - Kanada - 1982: für das Album ChangesOneBowie - 1984: für das Album Tonight - 2003: für das Videoalbum Best Of Bowie - Neuseeland - 1990: für das Album ChangesBowie - 1994: für das Album The Singles Collection - 2022: für die Single Heroes - 2023: für die Single Let’s Dance - 2023: für die Autorenbeteiligung Ice Ice Baby (Vanilla Ice) - Spanien - 2024: für die Single Under Pressure - Vereinigtes Königreich - 2017: für das Album The Rise and Fall of Ziggy Stardust and the Spiders from Mars (Parlophone) - 2024: für die Single Starman - 2025: für die Single Heroes - 2025: für die Single Let’s Dance (Digital) - Australien - 2012: für das Videoalbum A Reality Tour - 2020: für die Single Under Pressure - Brasilien - 2023: für die Autorenbeteiligung Heroes (We Could Be) (Alesso) - Frankreich - 2008: für das Videoalbum Best Of Bowie - Italien - 2024: für die Single Under Pressure - Neuseeland - 2016: für das Album Best Of Bowie - Portugal - 2013: für das Album The Next Day - Vereinigtes Königreich - 2013: für das Videoalbum Best Of Bowie - 2023: für die Single Under Pressure - 2023: für das Album Legacy - Kanada - 1989: für das Album Sound + Vision - Schweden - 2015: für die Autorenbeteiligung Heroes (We Could Be) (Alesso) - Vereinigte Staaten - 2022: für die Single Under Pressure - Vereinigtes Königreich - 2016: für das Album Best Of Bowie - Kanada - 1983: für das Album Let’s Dance - Neuseeland - 1984: für das Album Let’s Dance - Neuseeland - 2025: für die Single Under Pressure |

## Auszeichnungen nach Alben

### David Bowie (Space Oddity)
| Land/Region                  | Auszeichnungen für Musikverkäufe (Land/Region, Auszeichnung, Verkäufe) | Verkäufe  |
| ---------------------------- | ---------------------------------------------------------------------- | --------- |
| Vereinigtes Königreich (BPI) | Gold                                                                   | 1.000.000 |
| Insgesamt                    | 1× Gold ·                                                              | 1.000.000 |

### The Man Who Sold the World
| Land/Region                  | Auszeichnungen für Musikverkäufe (Land/Region, Auszeichnung, Verkäufe) | Verkäufe  |
| ---------------------------- | ---------------------------------------------------------------------- | --------- |
| Vereinigtes Königreich (BPI) | Gold                                                                   | 1.000.000 |
| Insgesamt                    | 1× Gold ·                                                              | 1.000.000 |

### Hunky Dory
| Land/Region                  | Auszeichnungen für Musikverkäufe (Land/Region, Auszeichnung, Verkäufe) | Verkäufe  |
| ---------------------------- | ---------------------------------------------------------------------- | --------- |
| Dänemark (IFPI)              | Gold                                                                   | 10.000    |
| Italien (FIMI)               | Gold                                                                   | 25.000    |
| Neuseeland (RMNZ)            | Gold                                                                   | 7.500     |
| Vereinigtes Königreich (BPI) | Platin                                                                 | 1.000.000 |
| Insgesamt                    | 3× Gold · 1× Platin ·                                                  | 1.042.500 |

### The Rise and Fall of Ziggy Stardust and the Spiders from Mars
| Land/Region                  | Auszeichnungen für Musikverkäufe (Land/Region, Auszeichnung, Verkäufe) | Verkäufe  |
| ---------------------------- | ---------------------------------------------------------------------- | --------- |
| Dänemark (IFPI)              | Gold                                                                   | 10.000    |
| Italien (FIMI)               | Platin                                                                 | 50.000    |
| Neuseeland (RMNZ)            | Gold                                                                   | 7.500     |
| Vereinigte Staaten (RIAA)    | Gold                                                                   | 500.000   |
| Vereinigtes Königreich (BPI) | Platin (RCA Records) · + 2× Platin (Parlophone)                        | 1.000.000 |
| Insgesamt                    | 3× Gold · 4× Platin ·                                                  | 1.567.500 |

### Aladdin Sane
| Land/Region                  | Auszeichnungen für Musikverkäufe (Land/Region, Auszeichnung, Verkäufe) | Verkäufe |
| ---------------------------- | ---------------------------------------------------------------------- | -------- |
| Frankreich (SNEP)            | Gold                                                                   | 100.000  |
| Vereinigte Staaten (RIAA)    | Gold                                                                   | 500.000  |
| Vereinigtes Königreich (BPI) | Platin                                                                 | 300.000  |
| Insgesamt                    | 2× Gold · 1× Platin ·                                                  | 900.000  |

### Pinups
| Land/Region                  | Auszeichnungen für Musikverkäufe (Land/Region, Auszeichnung, Verkäufe) | Verkäufe |
| ---------------------------- | ---------------------------------------------------------------------- | -------- |
| Australien (ARIA)            | Gold                                                                   | 20.000   |
| Vereinigtes Königreich (BPI) | Gold                                                                   | 100.000  |
| Insgesamt                    | 2× Gold ·                                                              | 120.000  |

### Diamond Dogs
| Land/Region                  | Auszeichnungen für Musikverkäufe (Land/Region, Auszeichnung, Verkäufe) | Verkäufe  |
| ---------------------------- | ---------------------------------------------------------------------- | --------- |
| Schweden (IFPI)              | Gold                                                                   | 25.000    |
| Vereinigte Staaten (RIAA)    | Gold                                                                   | 500.000   |
| Vereinigtes Königreich (BPI) | Gold                                                                   | 1.000.000 |
| Insgesamt                    | 3× Gold ·                                                              | 1.525.000 |

### David Live
| Land/Region                  | Auszeichnungen für Musikverkäufe (Land/Region, Auszeichnung, Verkäufe) | Verkäufe  |
| ---------------------------- | ---------------------------------------------------------------------- | --------- |
| Vereinigte Staaten (RIAA)    | Gold                                                                   | 500.000   |
| Vereinigtes Königreich (BPI) | —                                                                      | 1.000.000 |
| Insgesamt                    | 1× Gold ·                                                              | 1.500.000 |

### Young Americans
| Land/Region                  | Auszeichnungen für Musikverkäufe (Land/Region, Auszeichnung, Verkäufe) | Verkäufe |
| ---------------------------- | ---------------------------------------------------------------------- | -------- |
| Kanada (MC)                  | Gold                                                                   | 50.000   |
| Vereinigte Staaten (RIAA)    | Gold                                                                   | 500.000  |
| Vereinigtes Königreich (BPI) | Gold                                                                   | 100.000  |
| Insgesamt                    | 3× Gold ·                                                              | 650.000  |

### Station to Station
| Land/Region                  | Auszeichnungen für Musikverkäufe (Land/Region, Auszeichnung, Verkäufe) | Verkäufe |
| ---------------------------- | ---------------------------------------------------------------------- | -------- |
| Kanada (MC)                  | Gold                                                                   | 50.000   |
| Vereinigte Staaten (RIAA)    | Gold                                                                   | 500.000  |
| Vereinigtes Königreich (BPI) | Gold                                                                   | 100.000  |
| Insgesamt                    | 3× Gold ·                                                              | 650.000  |

### ChangesOneBowie
| Land/Region               | Auszeichnungen für Musikverkäufe (Land/Region, Auszeichnung, Verkäufe) | Verkäufe  |
| ------------------------- | ---------------------------------------------------------------------- | --------- |
| Neuseeland (RMNZ)         | Gold                                                                   | 10.000    |
| Vereinigte Staaten (RIAA) | Platin                                                                 | 1.000.000 |
| Insgesamt                 | 1× Gold · 1× Platin ·                                                  | 1.007.500 |

### Low
| Land/Region                  | Auszeichnungen für Musikverkäufe (Land/Region, Auszeichnung, Verkäufe) | Verkäufe |
| ---------------------------- | ---------------------------------------------------------------------- | -------- |
| Kanada (MC)                  | Gold                                                                   | 50.000   |
| Vereinigtes Königreich (BPI) | Gold                                                                   | 100.000  |
| Insgesamt                    | 2× Gold ·                                                              | 150.000  |

### “Heroes”
| Land/Region                  | Auszeichnungen für Musikverkäufe (Land/Region, Auszeichnung, Verkäufe) | Verkäufe |
| ---------------------------- | ---------------------------------------------------------------------- | -------- |
| Kanada (MC)                  | Gold                                                                   | 50.000   |
| Neuseeland (RMNZ)            | Gold                                                                   | 7.500    |
| Vereinigtes Königreich (BPI) | Gold                                                                   | 100.000  |
| Insgesamt                    | 3× Gold ·                                                              | 157.500  |

### Stage
| Land/Region                  | Auszeichnungen für Musikverkäufe (Land/Region, Auszeichnung, Verkäufe) | Verkäufe |
| ---------------------------- | ---------------------------------------------------------------------- | -------- |
| Neuseeland (RMNZ)            | Gold                                                                   | 10.000   |
| Vereinigtes Königreich (BPI) | Gold                                                                   | 100.000  |
| Insgesamt                    | 2× Gold ·                                                              | 110.000  |

### Lodger
| Land/Region                  | Auszeichnungen für Musikverkäufe (Land/Region, Auszeichnung, Verkäufe) | Verkäufe |
| ---------------------------- | ---------------------------------------------------------------------- | -------- |
| Niederlande (NVPI)           | Gold                                                                   | 50.000   |
| Vereinigtes Königreich (BPI) | Gold                                                                   | 100.000  |
| Insgesamt                    | 2× Gold ·                                                              | 150.000  |

### Scary Monsters (And Super Creeps)
| Land/Region                  | Auszeichnungen für Musikverkäufe (Land/Region, Auszeichnung, Verkäufe) | Verkäufe |
| ---------------------------- | ---------------------------------------------------------------------- | -------- |
| Australien (ARIA)            | Platin                                                                 | 70.000   |
| Frankreich (SNEP)            | Gold                                                                   | 100.000  |
| Kanada (MC)                  | Platin                                                                 | 100.000  |
| Vereinigtes Königreich (BPI) | Platin                                                                 | 300.000  |
| Insgesamt                    | 1× Gold · 3× Platin ·                                                  | 570.000  |

### The Very Best of David Bowie
| Land/Region                  | Auszeichnungen für Musikverkäufe (Land/Region, Auszeichnung, Verkäufe) | Verkäufe |
| ---------------------------- | ---------------------------------------------------------------------- | -------- |
| Australien (ARIA)            | Gold                                                                   | 20.000   |
| Neuseeland (RMNZ)            | Gold                                                                   | 10.000   |
| Vereinigtes Königreich (BPI) | Platin                                                                 | 300.000  |
| Insgesamt                    | 2× Gold · 1× Platin ·                                                  | 330.000  |

### ChangesTwoBowie
| Land/Region                  | Auszeichnungen für Musikverkäufe (Land/Region, Auszeichnung, Verkäufe) | Verkäufe |
| ---------------------------- | ---------------------------------------------------------------------- | -------- |
| Australien (ARIA)            | Gold                                                                   | 20.000   |
| Neuseeland (RMNZ)            | Gold                                                                   | 10.000   |
| Vereinigtes Königreich (BPI) | Gold                                                                   | 100.000  |
| Insgesamt                    | 3× Gold ·                                                              | 130.000  |

### Let’s Dance
| Land/Region                  | Auszeichnungen für Musikverkäufe (Land/Region, Auszeichnung, Verkäufe) | Verkäufe  |
| ---------------------------- | ---------------------------------------------------------------------- | --------- |
| Australien (ARIA)            | Platin                                                                 | 70.000    |
| Finnland (IFPI)              | Gold                                                                   | 45.201    |
| Frankreich (SNEP)            | Platin                                                                 | 400.000   |
| Kanada (MC)                  | 5× Platin                                                              | 500.000   |
| Neuseeland (RMNZ)            | 5× Platin                                                              | 100.000   |
| Niederlande (NVPI)           | Platin                                                                 | 100.000   |
| Österreich (IFPI)            | Gold                                                                   | 25.000    |
| Spanien (Promusicae)         | Gold                                                                   | 50.000    |
| Vereinigte Staaten (RIAA)    | Platin                                                                 | 1.000.000 |
| Vereinigtes Königreich (BPI) | Platin · + Silber (Remastered)                                         | 360.000   |
| Insgesamt                    | 1× Silber · 3× Gold · 15× Platin ·                                     | 2.850.101 |

### David Bowie: The Collection
| Land/Region                  | Auszeichnungen für Musikverkäufe (Land/Region, Auszeichnung, Verkäufe) | Verkäufe |
| ---------------------------- | ---------------------------------------------------------------------- | -------- |
| Vereinigtes Königreich (BPI) | Silber                                                                 | 60.000   |
| Insgesamt                    | 1× Silber ·                                                            | 60.000   |

### Tonight
| Land/Region                  | Auszeichnungen für Musikverkäufe (Land/Region, Auszeichnung, Verkäufe) | Verkäufe  |
| ---------------------------- | ---------------------------------------------------------------------- | --------- |
| Frankreich (SNEP)            | Gold                                                                   | 100.000   |
| Japan (RIAJ)                 | Gold                                                                   | 100.000   |
| Kanada (MC)                  | 2× Platin                                                              | 200.000   |
| Neuseeland (RMNZ)            | Gold                                                                   | 10.000    |
| Spanien (Promusicae)         | Gold                                                                   | 50.000    |
| Vereinigte Staaten (RIAA)    | Platin                                                                 | 1.000.000 |
| Vereinigtes Königreich (BPI) | Gold                                                                   | 100.000   |
| Insgesamt                    | 5× Gold · 4× Platin ·                                                  | 1.560.000 |

### Never Let Me Down
| Land/Region                  | Auszeichnungen für Musikverkäufe (Land/Region, Auszeichnung, Verkäufe) | Verkäufe |
| ---------------------------- | ---------------------------------------------------------------------- | -------- |
| Frankreich (SNEP)            | Gold                                                                   | 100.000  |
| Kanada (MC)                  | Platin                                                                 | 100.000  |
| Vereinigte Staaten (RIAA)    | Gold                                                                   | 500.000  |
| Vereinigtes Königreich (BPI) | Gold                                                                   | 100.000  |
| Insgesamt                    | 3× Gold · 1× Platin ·                                                  | 800.000  |

### Sound + Vision
| Land/Region                  | Auszeichnungen für Musikverkäufe (Land/Region, Auszeichnung, Verkäufe) | Verkäufe  |
| ---------------------------- | ---------------------------------------------------------------------- | --------- |
| Kanada (MC)                  | 4× Platin                                                              | 400.000   |
| Vereinigte Staaten (RIAA)    | Gold                                                                   | 500.000   |
| Vereinigtes Königreich (BPI) | Platin                                                                 | 300.000   |
| Insgesamt                    | 1× Gold · 5× Platin ·                                                  | 1.200.000 |

### Changesbowie
| Land/Region               | Auszeichnungen für Musikverkäufe (Land/Region, Auszeichnung, Verkäufe) | Verkäufe  |
| ------------------------- | ---------------------------------------------------------------------- | --------- |
| Australien (ARIA)         | Platin                                                                 | 70.000    |
| Deutschland (BVMI)        | Gold                                                                   | 250.000   |
| Frankreich (SNEP)         | Platin                                                                 | 300.000   |
| Kanada (MC)               | Gold                                                                   | 50.000    |
| Neuseeland (RMNZ)         | 2× Platin                                                              | 40.000    |
| Niederlande (NVPI)        | Gold                                                                   | 50.000    |
| Österreich (IFPI)         | Gold                                                                   | 25.000    |
| Spanien (Promusicae)      | Gold                                                                   | 50.000    |
| Vereinigte Staaten (RIAA) | Platin                                                                 | 1.000.000 |
| Insgesamt                 | 5× Gold · 5× Platin ·                                                  | 1.735.000 |

### The Singles Collection
| Land/Region                  | Auszeichnungen für Musikverkäufe (Land/Region, Auszeichnung, Verkäufe) | Verkäufe |
| ---------------------------- | ---------------------------------------------------------------------- | -------- |
| Frankreich (SNEP)            | 2× Gold                                                                | 200.000  |
| Neuseeland (RMNZ)            | 2× Platin                                                              | 30.000   |
| Niederlande (NVPI)           | Platin                                                                 | 100.000  |
| Vereinigtes Königreich (BPI) | Platin                                                                 | 300.000  |
| Insgesamt                    | 2× Gold · 4× Platin ·                                                  | 630.000  |

### The Ultimate Singles Collection
| Land/Region                  | Auszeichnungen für Musikverkäufe (Land/Region, Auszeichnung, Verkäufe) | Verkäufe |
| ---------------------------- | ---------------------------------------------------------------------- | -------- |
| Vereinigtes Königreich (BPI) | Platin                                                                 | 300.000  |
| Insgesamt                    | 1× Platin ·                                                            | 300.000  |

### Black Tie White Noise
| Land/Region                  | Auszeichnungen für Musikverkäufe (Land/Region, Auszeichnung, Verkäufe) | Verkäufe |
| ---------------------------- | ---------------------------------------------------------------------- | -------- |
| Japan (RIAJ)                 | Gold                                                                   | 100.000  |
| Kanada (MC)                  | Gold                                                                   | 50.000   |
| Vereinigtes Königreich (BPI) | Gold                                                                   | 100.000  |
| Insgesamt                    | 3× Gold ·                                                              | 250.000  |

### Outside – The Nathan Adler Diaries: A Hyper Cycle
| Land/Region                  | Auszeichnungen für Musikverkäufe (Land/Region, Auszeichnung, Verkäufe) | Verkäufe |
| ---------------------------- | ---------------------------------------------------------------------- | -------- |
| Vereinigtes Königreich (BPI) | Silber                                                                 | 60.000   |
| Insgesamt                    | 1× Silber ·                                                            | 60.000   |

### Earthling
| Land/Region                  | Auszeichnungen für Musikverkäufe (Land/Region, Auszeichnung, Verkäufe) | Verkäufe |
| ---------------------------- | ---------------------------------------------------------------------- | -------- |
| Japan (RIAJ)                 | Gold                                                                   | 100.000  |
| Vereinigtes Königreich (BPI) | Silber                                                                 | 60.000   |
| Insgesamt                    | 1× Silber · 1× Gold ·                                                  | 160.000  |

### The Best of David Bowie 1969/1974
| Land/Region                  | Auszeichnungen für Musikverkäufe (Land/Region, Auszeichnung, Verkäufe) | Verkäufe |
| ---------------------------- | ---------------------------------------------------------------------- | -------- |
| Neuseeland (RMNZ)            | Gold                                                                   | 7.500    |
| Vereinigtes Königreich (BPI) | Platin                                                                 | 300.000  |
| Insgesamt                    | 1× Gold · 1× Platin ·                                                  | 307.500  |

### The Best of David Bowie 1974/1979
| Land/Region                  | Auszeichnungen für Musikverkäufe (Land/Region, Auszeichnung, Verkäufe) | Verkäufe |
| ---------------------------- | ---------------------------------------------------------------------- | -------- |
| Neuseeland (RMNZ)            | Platin                                                                 | 15.000   |
| Vereinigtes Königreich (BPI) | Gold                                                                   | 100.000  |
| Insgesamt                    | 1× Gold · 1× Platin ·                                                  | 115.000  |

### Singles 1969–1993
| Land/Region | Auszeichnungen für Musikverkäufe (Land/Region, Auszeichnung, Verkäufe) | Verkäufe |
| ----------- | ---------------------------------------------------------------------- | -------- |
| Kanada (MC) | Gold                                                                   | 50.000   |
| Insgesamt   | 1× Gold ·                                                              | 50.000   |

### Hours …
| Land/Region                  | Auszeichnungen für Musikverkäufe (Land/Region, Auszeichnung, Verkäufe) | Verkäufe |
| ---------------------------- | ---------------------------------------------------------------------- | -------- |
| Frankreich (SNEP)            | Gold                                                                   | 100.000  |
| Vereinigtes Königreich (BPI) | Gold                                                                   | 100.000  |
| Insgesamt                    | 2× Gold ·                                                              | 200.000  |

### Bowie at the Beeb
| Land/Region                  | Auszeichnungen für Musikverkäufe (Land/Region, Auszeichnung, Verkäufe) | Verkäufe |
| ---------------------------- | ---------------------------------------------------------------------- | -------- |
| Vereinigtes Königreich (BPI) | Gold                                                                   | 100.000  |
| Insgesamt                    | 1× Gold ·                                                              | 100.000  |

### Best of Bowie
| Land/Region                  | Auszeichnungen für Musikverkäufe (Land/Region, Auszeichnung, Verkäufe) | Verkäufe    |
| ---------------------------- | ---------------------------------------------------------------------- | ----------- |
| Australien (ARIA)            | 2× Platin                                                              | 140.000     |
| Europa (IFPI)                | 2× Platin                                                              | 2.000.000   |
| Finnland (IFPI)              | Gold                                                                   | (15.006)    |
| Italien (FIMI)               | Platin                                                                 | (50.000)    |
| Neuseeland (RMNZ)            | 3× Platin                                                              | 45.000      |
| Vereinigtes Königreich (BPI) | 4× Platin                                                              | (1.200.000) |
| Vereinigte Staaten (RIAA)    | Platin                                                                 | 1.000.000   |
| Insgesamt                    | 1× Gold · 13× Platin ·                                                 | 3.185.000   |

### Heathen
| Land/Region                  | Auszeichnungen für Musikverkäufe (Land/Region, Auszeichnung, Verkäufe) | Verkäufe |
| ---------------------------- | ---------------------------------------------------------------------- | -------- |
| Frankreich (SNEP)            | Gold                                                                   | 100.000  |
| Spanien (Promusicae)         | Gold                                                                   | 50.000   |
| Vereinigtes Königreich (BPI) | Gold                                                                   | 217.000  |
| Insgesamt                    | 3× Gold ·                                                              | 367.000  |

### Reality
| Land/Region                  | Auszeichnungen für Musikverkäufe (Land/Region, Auszeichnung, Verkäufe) | Verkäufe |
| ---------------------------- | ---------------------------------------------------------------------- | -------- |
| Frankreich (SNEP)            | Gold                                                                   | 100.000  |
| Neuseeland (RMNZ)            | Gold                                                                   | 7.500    |
| Vereinigtes Königreich (BPI) | Gold                                                                   | 100.000  |
| Insgesamt                    | 3× Gold ·                                                              | 207.500  |

### The Platinum Collection
| Land/Region                  | Auszeichnungen für Musikverkäufe (Land/Region, Auszeichnung, Verkäufe) | Verkäufe |
| ---------------------------- | ---------------------------------------------------------------------- | -------- |
| Italien (FIMI)               | Gold                                                                   | 25.000   |
| Vereinigtes Königreich (BPI) | Gold                                                                   | 100.000  |
| Insgesamt                    | 2× Gold ·                                                              | 125.000  |

### A Reality Tour
| Land/Region        | Auszeichnungen für Musikverkäufe (Land/Region, Auszeichnung, Verkäufe) | Verkäufe |
| ------------------ | ---------------------------------------------------------------------- | -------- |
| Deutschland (BVMI) | Gold                                                                   | 100.000  |
| Frankreich (SNEP)  | Gold                                                                   | 50.000   |
| Insgesamt          | 2× Gold ·                                                              | 150.000  |

### The Next Day
| Land/Region                  | Auszeichnungen für Musikverkäufe (Land/Region, Auszeichnung, Verkäufe) | Verkäufe |
| ---------------------------- | ---------------------------------------------------------------------- | -------- |
| Australien (ARIA)            | Gold                                                                   | 35.000   |
| Deutschland (BVMI)           | Gold                                                                   | 100.000  |
| Finnland (IFPI)              | Gold                                                                   | 10.951   |
| Frankreich (SNEP)            | Platin                                                                 | 100.000  |
| Irland (IRMA)                | Gold                                                                   | 7.500    |
| Italien (FIMI)               | Gold                                                                   | 30.000   |
| Kanada (MC)                  | Gold                                                                   | 40.000   |
| Neuseeland (RMNZ)            | Gold                                                                   | 7.500    |
| Niederlande (NVPI)           | Platin                                                                 | 50.000   |
| Österreich (IFPI)            | Gold                                                                   | 7.500    |
| Polen (ZPAV)                 | Gold                                                                   | 10.000   |
| Portugal (AFP)               | 3× Platin                                                              | 60.000   |
| Schweden (IFPI)              | Gold                                                                   | 20.000   |
| Schweiz (IFPI)               | Gold                                                                   | 15.000   |
| Spanien (Promusicae)         | Gold                                                                   | 20.000   |
| Vereinigtes Königreich (BPI) | Platin                                                                 | 300.000  |
| Insgesamt                    | 12× Gold · 6× Platin ·                                                 | 813.551  |

### Nothing Has Changed (The Very Best of David Bowie)
| Land/Region                  | Auszeichnungen für Musikverkäufe (Land/Region, Auszeichnung, Verkäufe) | Verkäufe |
| ---------------------------- | ---------------------------------------------------------------------- | -------- |
| Australien (ARIA)            | Platin                                                                 | 70.000   |
| Belgien (BRMA)               | Gold                                                                   | 15.000   |
| Italien (FIMI)               | Gold                                                                   | 25.000   |
| Neuseeland (RMNZ)            | Platin                                                                 | 15.000   |
| Vereinigtes Königreich (BPI) | Gold                                                                   | 100.000  |
| Insgesamt                    | 3× Gold · 2× Platin ·                                                  | 225.000  |

### Blackstar (★)
| Land/Region                  | Auszeichnungen für Musikverkäufe (Land/Region, Auszeichnung, Verkäufe) | Verkäufe  |
| ---------------------------- | ---------------------------------------------------------------------- | --------- |
| Australien (ARIA)            | Platin                                                                 | 70.000    |
| Belgien (BRMA)               | Platin                                                                 | 30.000    |
| Dänemark (IFPI)              | Platin                                                                 | 20.000    |
| Deutschland (BVMI)           | Platin                                                                 | 200.000   |
| Frankreich (SNEP)            | Platin                                                                 | 100.000   |
| Italien (FIMI)               | Platin                                                                 | 50.000    |
| Kanada (MC)                  | Platin                                                                 | 80.000    |
| Neuseeland (RMNZ)            | Platin                                                                 | 15.000    |
| Niederlande (NVPI)           | Platin                                                                 | 40.000    |
| Österreich (IFPI)            | Platin                                                                 | 15.000    |
| Polen (ZPAV)                 | Platin                                                                 | 20.000    |
| Portugal (AFP)               | Gold                                                                   | 7.500     |
| Schweden (IFPI)              | Gold                                                                   | 20.000    |
| Schweiz (IFPI)               | Platin                                                                 | 20.000    |
| Spanien (Promusicae)         | Gold                                                                   | 20.000    |
| Vereinigte Staaten (RIAA)    | Gold                                                                   | 500.000   |
| Vereinigtes Königreich (BPI) | Platin                                                                 | 300.000   |
| Insgesamt                    | 3× Gold · 13× Platin ·                                                 | 1.507.500 |

### Legacy
| Land/Region                  | Auszeichnungen für Musikverkäufe (Land/Region, Auszeichnung, Verkäufe) | Verkäufe  |
| ---------------------------- | ---------------------------------------------------------------------- | --------- |
| Frankreich (SNEP)            | Platin                                                                 | 100.000   |
| Italien (FIMI)               | Gold                                                                   | 25.000    |
| Vereinigtes Königreich (BPI) | 3× Platin                                                              | 900.000   |
| Insgesamt                    | 1× Gold · 4× Platin ·                                                  | 1.025.000 |

## Auszeichnungen nach Singles

### The Laughing Gnome
| Land/Region                  | Auszeichnungen für Musikverkäufe (Land/Region, Auszeichnung, Verkäufe) | Verkäufe |
| ---------------------------- | ---------------------------------------------------------------------- | -------- |
| Vereinigtes Königreich (BPI) | Silber                                                                 | 250.000  |
| Insgesamt                    | 1× Silber ·                                                            | 250.000  |

### Space Oddity
| Land/Region                  | Auszeichnungen für Musikverkäufe (Land/Region, Auszeichnung, Verkäufe) | Verkäufe |
| ---------------------------- | ---------------------------------------------------------------------- | -------- |
| Dänemark (IFPI)              | Gold                                                                   | 45.000   |
| Italien (FIMI)               | Platin                                                                 | 70.000   |
| Neuseeland (RMNZ)            | Platin                                                                 | 30.000   |
| Spanien (Promusicae)         | Gold                                                                   | 30.000   |
| Vereinigtes Königreich (BPI) | Platin                                                                 | 600.000  |
| Insgesamt                    | 2× Gold · 3× Platin ·                                                  | 775.000  |

### Moonage Daydream
| Land/Region                  | Auszeichnungen für Musikverkäufe (Land/Region, Auszeichnung, Verkäufe) | Verkäufe |
| ---------------------------- | ---------------------------------------------------------------------- | -------- |
| Neuseeland (RMNZ)            | Gold                                                                   | 15.000   |
| Vereinigtes Königreich (BPI) | Gold                                                                   | 400.000  |
| Insgesamt                    | 2× Gold ·                                                              | 415.000  |

### The Man Who Sold the World
| Land/Region                  | Auszeichnungen für Musikverkäufe (Land/Region, Auszeichnung, Verkäufe) | Verkäufe |
| ---------------------------- | ---------------------------------------------------------------------- | -------- |
| Vereinigtes Königreich (BPI) | Silber                                                                 | 200.000  |
| Insgesamt                    | 1× Silber ·                                                            | 200.000  |

### Changes
| Land/Region                  | Auszeichnungen für Musikverkäufe (Land/Region, Auszeichnung, Verkäufe) | Verkäufe |
| ---------------------------- | ---------------------------------------------------------------------- | -------- |
| Neuseeland (RMNZ)            | Platin                                                                 | 30.000   |
| Vereinigtes Königreich (BPI) | Platin                                                                 | 600.000  |
| Insgesamt                    | 2× Platin ·                                                            | 630.000  |

### Starman
| Land/Region                  | Auszeichnungen für Musikverkäufe (Land/Region, Auszeichnung, Verkäufe) | Verkäufe  |
| ---------------------------- | ---------------------------------------------------------------------- | --------- |
| Italien (FIMI)               | Platin                                                                 | 70.000    |
| Neuseeland (RMNZ)            | Platin                                                                 | 30.000    |
| Spanien (Promusicae)         | Platin                                                                 | 60.000    |
| Vereinigtes Königreich (BPI) | 2× Platin                                                              | 1.200.000 |
| Insgesamt                    | 5× Platin ·                                                            | 1.360.000 |

### The Jean Genie
| Land/Region                  | Auszeichnungen für Musikverkäufe (Land/Region, Auszeichnung, Verkäufe) | Verkäufe |
| ---------------------------- | ---------------------------------------------------------------------- | -------- |
| Vereinigtes Königreich (BPI) | Silber                                                                 | 200.000  |
| Insgesamt                    | 1× Silber ·                                                            | 200.000  |

### Life on Mars?
| Land/Region                  | Auszeichnungen für Musikverkäufe (Land/Region, Auszeichnung, Verkäufe) | Verkäufe |
| ---------------------------- | ---------------------------------------------------------------------- | -------- |
| Dänemark (IFPI)              | Gold                                                                   | 45.000   |
| Italien (FIMI)               | Platin                                                                 | 100.000  |
| Neuseeland (RMNZ)            | Platin                                                                 | 30.000   |
| Spanien (Promusicae)         | Gold                                                                   | 30.000   |
| Vereinigtes Königreich (BPI) | Platin                                                                 | 600.000  |
| Insgesamt                    | 2× Gold · 3× Platin ·                                                  | 805.000  |

### Sorrow
| Land/Region                  | Auszeichnungen für Musikverkäufe (Land/Region, Auszeichnung, Verkäufe) | Verkäufe |
| ---------------------------- | ---------------------------------------------------------------------- | -------- |
| Vereinigtes Königreich (BPI) | Silber                                                                 | 250.000  |
| Insgesamt                    | 1× Silber ·                                                            | 250.000  |

### All The Young Dudes
| Land/Region                  | Auszeichnungen für Musikverkäufe (Land/Region, Auszeichnung, Verkäufe) | Verkäufe |
| ---------------------------- | ---------------------------------------------------------------------- | -------- |
| Vereinigtes Königreich (BPI) | Silber                                                                 | 200.000  |
| Insgesamt                    | 1× Silber ·                                                            | 200.000  |

### Rebel Rebel
| Land/Region                  | Auszeichnungen für Musikverkäufe (Land/Region, Auszeichnung, Verkäufe) | Verkäufe |
| ---------------------------- | ---------------------------------------------------------------------- | -------- |
| Italien (FIMI)               | Gold                                                                   | 25.000   |
| Neuseeland (RMNZ)            | Platin                                                                 | 30.000   |
| Spanien (Promusicae)         | Gold                                                                   | 30.000   |
| Vereinigtes Königreich (BPI) | Platin                                                                 | 600.000  |
| Insgesamt                    | 2× Gold · 2× Platin ·                                                  | 685.000  |

### Young Americans
| Land/Region                  | Auszeichnungen für Musikverkäufe (Land/Region, Auszeichnung, Verkäufe) | Verkäufe |
| ---------------------------- | ---------------------------------------------------------------------- | -------- |
| Neuseeland (RMNZ)            | Gold                                                                   | 15.000   |
| Vereinigtes Königreich (BPI) | Silber                                                                 | 200.000  |
| Insgesamt                    | 1× Silber · 1× Gold ·                                                  | 215.000  |

### Fame
| Land/Region               | Auszeichnungen für Musikverkäufe (Land/Region, Auszeichnung, Verkäufe) | Verkäufe  |
| ------------------------- | ---------------------------------------------------------------------- | --------- |
| Kanada (MC)               | Gold                                                                   | 75.000    |
| Vereinigte Staaten (RIAA) | Gold                                                                   | 1.000.000 |
| Insgesamt                 | 2× Gold ·                                                              | 1.075.000 |

### Golden Years
| Land/Region                  | Auszeichnungen für Musikverkäufe (Land/Region, Auszeichnung, Verkäufe) | Verkäufe |
| ---------------------------- | ---------------------------------------------------------------------- | -------- |
| Neuseeland (RMNZ)            | Gold                                                                   | 15.000   |
| Vereinigtes Königreich (BPI) | Silber                                                                 | 200.000  |
| Insgesamt                    | 1× Silber · 1× Gold ·                                                  | 215.000  |

### Sound and Vision
| Land/Region                  | Auszeichnungen für Musikverkäufe (Land/Region, Auszeichnung, Verkäufe) | Verkäufe |
| ---------------------------- | ---------------------------------------------------------------------- | -------- |
| Neuseeland (RMNZ)            | Gold                                                                   | 15.000   |
| Vereinigtes Königreich (BPI) | Silber                                                                 | 200.000  |
| Insgesamt                    | 1× Silber · 1× Gold ·                                                  | 215.000  |

### Heroes
| Land/Region                  | Auszeichnungen für Musikverkäufe (Land/Region, Auszeichnung, Verkäufe) | Verkäufe  |
| ---------------------------- | ---------------------------------------------------------------------- | --------- |
| Dänemark (IFPI)              | Gold                                                                   | 45.000    |
| Italien (FIMI)               | Gold                                                                   | 25.000    |
| Neuseeland (RMNZ)            | 2× Platin                                                              | 60.000    |
| Spanien (Promusicae)         | Platin                                                                 | 60.000    |
| Vereinigtes Königreich (BPI) | 2× Platin                                                              | 1.200.000 |
| Insgesamt                    | 2× Gold · 5× Platin ·                                                  | 1.390.000 |

### Ashes to Ashes
| Land/Region                  | Auszeichnungen für Musikverkäufe (Land/Region, Auszeichnung, Verkäufe) | Verkäufe |
| ---------------------------- | ---------------------------------------------------------------------- | -------- |
| Neuseeland (RMNZ)            | Gold                                                                   | 15.000   |
| Vereinigtes Königreich (BPI) | Gold                                                                   | 400.000  |
| Insgesamt                    | 2× Gold ·                                                              | 415.000  |

### Fashion
| Land/Region                  | Auszeichnungen für Musikverkäufe (Land/Region, Auszeichnung, Verkäufe) | Verkäufe |
| ---------------------------- | ---------------------------------------------------------------------- | -------- |
| Vereinigtes Königreich (BPI) | Silber                                                                 | 250.000  |
| Insgesamt                    | 1× Silber ·                                                            | 250.000  |

### Under Pressure
| Land/Region                  | Auszeichnungen für Musikverkäufe (Land/Region, Auszeichnung, Verkäufe) | Verkäufe  |
| ---------------------------- | ---------------------------------------------------------------------- | --------- |
| Australien (ARIA)            | 3× Platin                                                              | 210.000   |
| Brasilien (PMB)              | Gold                                                                   | 30.000    |
| Dänemark (IFPI)              | Platin                                                                 | 90.000    |
| Italien (FIMI)               | 3× Platin                                                              | 300.000   |
| Neuseeland (RMNZ)            | 6× Platin                                                              | 180.000   |
| Spanien (Promusicae)         | 2× Platin                                                              | 120.000   |
| Vereinigte Staaten (RIAA)    | 4× Platin                                                              | 4.000.000 |
| Vereinigtes Königreich (BPI) | 3× Platin                                                              | 1.800.000 |
| Insgesamt                    | 1× Gold · 22× Platin ·                                                 | 6.730.000 |

### Cat People (Putting Out Fire)
| Land/Region       | Auszeichnungen für Musikverkäufe (Land/Region, Auszeichnung, Verkäufe) | Verkäufe |
| ----------------- | ---------------------------------------------------------------------- | -------- |
| Neuseeland (RMNZ) | Gold                                                                   | 10.000   |
| Insgesamt         | 1× Gold ·                                                              | 10.000   |

### Peace on Earth/Little Drummer Boy
| Land/Region                  | Auszeichnungen für Musikverkäufe (Land/Region, Auszeichnung, Verkäufe) | Verkäufe |
| ---------------------------- | ---------------------------------------------------------------------- | -------- |
| Vereinigtes Königreich (BPI) | Silber                                                                 | 250.000  |
| Insgesamt                    | 1× Silber ·                                                            | 250.000  |

### Let’s Dance
| Land/Region                  | Auszeichnungen für Musikverkäufe (Land/Region, Auszeichnung, Verkäufe) | Verkäufe  |
| ---------------------------- | ---------------------------------------------------------------------- | --------- |
| Frankreich (SNEP)            | Gold                                                                   | 500.000   |
| Italien (FIMI)               | Gold                                                                   | 25.000    |
| Kanada (MC)                  | Platin                                                                 | 100.000   |
| Neuseeland (RMNZ)            | 2× Platin                                                              | 60.000    |
| Spanien (Promusicae)         | Gold                                                                   | 30.000    |
| Vereinigte Staaten (RIAA)    | Gold                                                                   | 1.000.000 |
| Vereinigtes Königreich (BPI) | Gold (Physisch) · + 2× Platin (Digital)                                | 1.700.000 |
| Insgesamt                    | 5× Gold · 5× Platin ·                                                  | 3.415.000 |

### China Girl
| Land/Region                  | Auszeichnungen für Musikverkäufe (Land/Region, Auszeichnung, Verkäufe) | Verkäufe |
| ---------------------------- | ---------------------------------------------------------------------- | -------- |
| Kanada (MC)                  | Gold                                                                   | 50.000   |
| Neuseeland (RMNZ)            | Gold                                                                   | 15.000   |
| Vereinigtes Königreich (BPI) | Silber                                                                 | 250.000  |
| Insgesamt                    | 1× Silber · 2× Gold ·                                                  | 315.000  |

### Modern Love
| Land/Region                  | Auszeichnungen für Musikverkäufe (Land/Region, Auszeichnung, Verkäufe) | Verkäufe |
| ---------------------------- | ---------------------------------------------------------------------- | -------- |
| Kanada (MC)                  | Gold                                                                   | 50.000   |
| Neuseeland (RMNZ)            | Platin                                                                 | 30.000   |
| Vereinigtes Königreich (BPI) | Gold                                                                   | 400.000  |
| Insgesamt                    | 2× Gold · 1× Platin ·                                                  | 480.000  |

### Blue Jean
| Land/Region | Auszeichnungen für Musikverkäufe (Land/Region, Auszeichnung, Verkäufe) | Verkäufe |
| ----------- | ---------------------------------------------------------------------- | -------- |
| Kanada (MC) | Gold                                                                   | 50.000   |
| Insgesamt   | 1× Gold ·                                                              | 50.000   |

### Tonight
| Land/Region        | Auszeichnungen für Musikverkäufe (Land/Region, Auszeichnung, Verkäufe) | Verkäufe |
| ------------------ | ---------------------------------------------------------------------- | -------- |
| Niederlande (NVPI) | Gold                                                                   | 75.000   |
| Insgesamt          | 1× Gold ·                                                              | 75.000   |

### Do They Know It’s Christmas?
| Land/Region                  | Auszeichnungen für Musikverkäufe (Land/Region, Auszeichnung, Verkäufe) | Verkäufe  |
| ---------------------------- | ---------------------------------------------------------------------- | --------- |
| Kanada (MC)                  | Platin                                                                 | 100.000   |
| Neuseeland (RMNZ)            | Platin                                                                 | 10.000    |
| Vereinigte Staaten (RIAA)    | Gold                                                                   | 1.000.000 |
| Vereinigtes Königreich (BPI) | Platin                                                                 | 600.000   |
| Insgesamt                    | 1× Gold · 3× Platin ·                                                  | 1.710.000 |

### Dancing in the Street
| Land/Region                  | Auszeichnungen für Musikverkäufe (Land/Region, Auszeichnung, Verkäufe) | Verkäufe |
| ---------------------------- | ---------------------------------------------------------------------- | -------- |
| Neuseeland (RMNZ)            | Gold                                                                   | 10.000   |
| Schweden (IFPI)              | Gold                                                                   | 25.000   |
| Vereinigtes Königreich (BPI) | Gold                                                                   | 500.000  |
| Insgesamt                    | 3× Gold ·                                                              | 535.000  |

### Absolute Beginners
| Land/Region                  | Auszeichnungen für Musikverkäufe (Land/Region, Auszeichnung, Verkäufe) | Verkäufe |
| ---------------------------- | ---------------------------------------------------------------------- | -------- |
| Vereinigtes Königreich (BPI) | Silber                                                                 | 250.000  |
| Insgesamt                    | 1× Silber ·                                                            | 250.000  |

## Auszeichnungen nach Liedern

### Ziggy Stardust
| Land/Region                  | Auszeichnungen für Musikverkäufe (Land/Region, Auszeichnung, Verkäufe) | Verkäufe |
| ---------------------------- | ---------------------------------------------------------------------- | -------- |
| Neuseeland (RMNZ)            | Gold                                                                   | 15.000   |
| Vereinigtes Königreich (BPI) | Silber                                                                 | 200.000  |
| Insgesamt                    | 1× Silber · 1× Gold ·                                                  | 215.000  |

### Oh You Pretty Things
| Land/Region                  | Auszeichnungen für Musikverkäufe (Land/Region, Auszeichnung, Verkäufe) | Verkäufe |
| ---------------------------- | ---------------------------------------------------------------------- | -------- |
| Vereinigtes Königreich (BPI) | Silber                                                                 | 200.000  |
| Insgesamt                    | 1× Silber ·                                                            | 200.000  |

## Auszeichnungen nach Autorenbeteiligungen und Produktionen

### Ice Ice Baby(Vanilla Ice)
| Land/Region                  | Auszeichnungen für Musikverkäufe (Land/Region, Auszeichnung, Verkäufe) | Verkäufe  |
| ---------------------------- | ---------------------------------------------------------------------- | --------- |
| Australien (ARIA)            | Platin                                                                 | 70.000    |
| Deutschland (BVMI)           | Gold                                                                   | 250.000   |
| Kanada (MC)                  | Gold                                                                   | 50.000    |
| Neuseeland (RMNZ)            | 2× Platin                                                              | 60.000    |
| Niederlande (NVPI)           | Platin                                                                 | 100.000   |
| Österreich (IFPI)            | Gold                                                                   | 25.000    |
| Schweden (IFPI)              | Gold                                                                   | 25.000    |
| Vereinigte Staaten (RIAA)    | Platin (physisch) · + Gold (digital)                                   | 1.500.000 |
| Vereinigtes Königreich (BPI) | Platin                                                                 | 600.000   |
| Insgesamt                    | 5× Gold · 6× Platin ·                                                  | 2.680.000 |

### Heroes (We Could Be) (Alesso)
| Land/Region                  | Auszeichnungen für Musikverkäufe (Land/Region, Auszeichnung, Verkäufe) | Verkäufe  |
| ---------------------------- | ---------------------------------------------------------------------- | --------- |
| Australien (ARIA)            | Platin                                                                 | 70.000    |
| Brasilien (PMB)              | 3× Platin                                                              | 180.000   |
| Dänemark (IFPI)              | Platin                                                                 | 60.000    |
| Deutschland (BVMI)           | Gold                                                                   | 200.000   |
| Italien (FIMI)               | Platin                                                                 | 50.000    |
| Kanada (MC)                  | Gold                                                                   | 40.000    |
| Neuseeland (RMNZ)            | Gold                                                                   | 7.500     |
| Portugal (AFP)               | Gold                                                                   | 5.000     |
| Schweden (IFPI)              | 4× Platin                                                              | 160.000   |
| Spanien (Promusicae)         | Platin                                                                 | 40.000    |
| Vereinigte Staaten (RIAA)    | Platin                                                                 | 1.000.000 |
| Vereinigtes Königreich (BPI) | Platin                                                                 | 600.000   |
| Insgesamt                    | 4× Gold · 13× Platin ·                                                 | 2.412.500 |

## Auszeichnungen nach Videoalben

### Best of Bowie
| Land/Region                  | Auszeichnungen für Musikverkäufe (Land/Region, Auszeichnung, Verkäufe) | Verkäufe |
| ---------------------------- | ---------------------------------------------------------------------- | -------- |
| Argentinien (CAPIF)          | Platin                                                                 | 8.000    |
| Australien (ARIA)            | 2× Platin                                                              | 30.000   |
| Deutschland (BVMI)           | Gold                                                                   | 25.000   |
| Frankreich (SNEP)            | 3× Platin                                                              | 60.000   |
| Kanada (MC)                  | 2× Platin                                                              | 20.000   |
| Spanien (Promusicae)         | Platin                                                                 | 25.000   |
| Vereinigte Staaten (RIAA)    | Platin                                                                 | 100.000  |
| Vereinigtes Königreich (BPI) | 3× Platin                                                              | 150.000  |
| Insgesamt                    | 1× Gold · 13× Platin ·                                                 | 417.000  |

### A Reality Tour
| Land/Region                  | Auszeichnungen für Musikverkäufe (Land/Region, Auszeichnung, Verkäufe) | Verkäufe |
| ---------------------------- | ---------------------------------------------------------------------- | -------- |
| Australien (ARIA)            | 3× Platin                                                              | 45.000   |
| Deutschland (BVMI)           | Platin                                                                 | 50.000   |
| Frankreich (SNEP)            | Gold                                                                   | 10.000   |
| Neuseeland (RMNZ)            | Platin                                                                 | 5.000    |
| Spanien (Promusicae)         | Gold                                                                   | 10.000   |
| Vereinigte Staaten (RIAA)    | Platin                                                                 | 100.000  |
| Vereinigtes Königreich (BPI) | Platin                                                                 | 50.000   |
| Insgesamt                    | 2× Gold · 7× Platin ·                                                  | 270.000  |

### Ziggy Stardust and the Spiders From Mars
| Land/Region                  | Auszeichnungen für Musikverkäufe (Land/Region, Auszeichnung, Verkäufe) | Verkäufe |
| ---------------------------- | ---------------------------------------------------------------------- | -------- |
| Vereinigtes Königreich (BPI) | Gold                                                                   | 25.000   |
| Insgesamt                    | 1× Gold ·                                                              | 25.000   |

### Moonage Daydream
| Land/Region                  | Auszeichnungen für Musikverkäufe (Land/Region, Auszeichnung, Verkäufe) | Verkäufe |
| ---------------------------- | ---------------------------------------------------------------------- | -------- |
| Vereinigtes Königreich (BPI) | Gold                                                                   | 25.000   |
| Insgesamt                    | 1× Gold ·                                                              | 25.000   |

## Statistik und Quellen
| Land/RegionAuszeichnungen für Musikverkäufe (Land/Region, Auszeichnungen, Verkäufe, Quellen) | Silber       | Gold         | Platin         | Verkäufe    | Quellen                                                     |
| -------------------------------------------------------------------------------------------- | ------------ | ------------ | -------------- | ----------- | ----------------------------------------------------------- |
| Argentinien (CAPIF)                                                                          | —            | —            | Platin1        | 8.000       | capif.org.ar (Memento vom 31. Mai 2011 im Internet Archive) |
| Australien (ARIA)                                                                            | —            | 4× Gold4     | 17× Platin17   | 1.010.000   | aria.com.au                                                 |
| Belgien (BRMA)                                                                               | —            | Gold1        | Platin1        | 45.000      | ultratop.be                                                 |
| Brasilien (PMB)                                                                              | —            | Gold1        | 3× Platin3     | 210.000     | pro-musicabr.org.br                                         |
| Dänemark (IFPI)                                                                              | —            | 5× Gold5     | 3× Platin3     | 335.000     | ifpi.dk                                                     |
| Deutschland (BVMI)                                                                           | —            | 6× Gold6     | 2× Platin2     | 1.175.000   | musikindustrie.de                                           |
| Europa (IFPI)                                                                                | —            | —            | 2× Platin2     | (2.000.000) | ifpi.org (Memento vom 15. Oktober 2013 im Internet Archive) |
| Finnland (IFPI)                                                                              | —            | 3× Gold3     | —              | 71.158      | ifpi.fi                                                     |
| Frankreich (SNEP)                                                                            | —            | 12× Gold12   | 8× Platin8     | 2.520.000   | infodisc.fr snepmusique.com                                 |
| Irland (IRMA)                                                                                | —            | Gold1        | —              | 7.500       | irishcharts.ie                                              |
| Italien (FIMI)                                                                               | —            | 6× Gold6     | 11× Platin11   | 945.000     | fimi.it                                                     |
| Japan (RIAJ)                                                                                 | —            | 3× Gold3     | —              | 300.000     | riaj.or.jp                                                  |
| Kanada (MC)                                                                                  | —            | 14× Gold14   | 20× Platin20   | 2.540.000   | musiccanada.com                                             |
| Neuseeland (RMNZ)                                                                            | —            | 21× Gold21   | 35× Platin35   | 1.052.500   | aotearoamusiccharts.co.nz NZ2 NZ3                           |
| Niederlande (NVPI)                                                                           | —            | 3× Gold3     | 5× Platin5     | 565.000     | nvpi.nl                                                     |
| Österreich (IFPI)                                                                            | —            | 4× Gold4     | Platin1        | 97.500      | ifpi.at                                                     |
| Polen (ZPAV)                                                                                 | —            | Gold1        | Platin1        | 50.000      | olis.pl                                                     |
| Portugal (AFP)                                                                               | —            | 2× Gold2     | 3× Platin3     | 72.500      | Einzelnachweise                                             |
| Schweden (IFPI)                                                                              | —            | 5× Gold5     | 4× Platin4     | 275.000     | sverigetopplistan.se                                        |
| Schweiz (IFPI)                                                                               | —            | Gold1        | Platin1        | 35.000      | hitparade.ch                                                |
| Spanien (Promusicae)                                                                         | —            | 11× Gold11   | 6× Platin6     | 675.000     | elportaldemusica.es ES2 ES3 ES4                             |
| Vereinigte Staaten (RIAA)                                                                    | —            | 13× Gold13   | 13× Platin13   | 19.200.000  | riaa.com                                                    |
| Vereinigtes Königreich (BPI)                                                                 | 18× Silber18 | 28× Gold28   | 41× Platin41   | 28.407.000  | bpi.co.uk                                                   |
| Insgesamt                                                                                    | 18× Silber18 | 145× Gold145 | 178× Platin178 |             |                                                             |